# Iwaniwka (rejon ochtyrski)
Iwaniwka (ukr. Іванівка) – wieś na Ukrainie, w obwodzie sumskim, w rejonie ochtyrskim, w hromadzie Kyrykiwka. W 2001 liczyła 1503 mieszkańców, spośród których 1353 wskazało jako ojczysty język ukraiński, 148 rosyjski, 1 białoruski, a 1 inny.